# Constituția Greciei din 1823
Constituția Greciei, 1823 este a doua constituție adoptată în timpul Războiului de Independență al Greciei, care a început în 1821. În primăvara anului 1823 (lunile martie, aprilie) a avut loc a Doua Adunare Națională, care a adoptat textul noii constituții, intitulat „Legea lui Epidauros” (Νόμος της Επιδαύρου), care a abolit cele trei constituții locale și a sporit puterile legislative.
Este compusă din 99 de articole împărțite în șapte secțiuni:
- Secțiunea Α': Despre religie.
- Secțiunea Β': Despre drepturile civile ale grecilor.
- Secțiunea Γ': Despre funcțiile administrative.
- Secțiunea Δ': Despre îndatoririle legislativului.
- Secțiunea Ε': Despre îndatoririle executivului.
- Secțiunea ΣΤ': Despre deputați.
- Secțiunea Ζ': Despre ramura judecătorească.

## Legături externe
- Constituția Greciei, 1823, în original